# Ченери, Томас
Томас Уильям Ченери (1826[…], Колония Барбадос — 11 февраля 1884, Лондон) — английский учёный востоковед и репортёр. Главный редактор газеты The Times. Его дипломатическое прошлое и выбор способных репортеров помогли восстановить репутацию газеты в сфере международных новостей.

## Биография
Ченери родился на Барбадосе в семье Джона Ченери, торговца из Вест-Индии. Он получил образование в колледже Итон и колледже Гонвилля и Кая в Кембридже. Сразу же после получения ординарной степени в 1854 году Моубрей Моррис завербовал его для работы в «Таймс» и отправил в Стамбул, который был логистической базой союзников во время Крымской войны. По прибытии в марте 1854 года он вскоре зарекомендовал себя как превосходный дипломатический корреспондент, освещавший Крымскую войну, главным образом из Стамбула, но иногда и с фронта, где он сменил Уильяма Говарда Рассела. Именно в Стамбуле Ченери познакомился с Перси Смайтом, который пробудил в нём интерес к филологическим исследованиям, области, в которой он позже получит известность.
После войны Ченери вернулся в Лондон в качестве ведущего автора The Times в течение многих лет, продолжая при этом свои восточные исследования. Среди языков, на которых он говорил, были арабский, иврит, новогреческий и турецкий. Он был одним из участников дискуссии, участвовавших в подготовке ветхозаветной части Пересмотренной версии Библии. Перевод Ченери первых 26 глав классического арабского произведения «Ассамблеи аль-Харири» привел к назначению его профессором арабского языка лорда Алмонера в Оксфордском университете, где он также работал секретарем Королевского азиатского общества.
В 1877 году Джон Уолтер III выбрал Ченери в качестве преемника Джона Тадеуса Делана на посту редактора The Times . Он был тогда уже опытным публицистом, особенно хорошо разбирающимся в восточных делах и неутомимым работником с быстрым и всесторонним суждением, хотя ему не хватало общительности Делана и чутья общественного мнения. Тем не менее, он ввел ряд нововведений, привлекая больше авторов с научным образованием, чтобы использовать их соответствующий опыт. Его опыт дипломатического корреспондента и выбор способных репортеров для зарубежных сообщений возродили репутацию газеты в области освещения международных новостей.
Несмотря на свое положение редактора, Ченери не смог предотвратить все более пристрастный политический уклон газеты, навязанный Уолтером, членом Консервативной партии. Этому сдвигу способствовало назначение в 1880 году Джорджа Эрла Бакла, лично отобранного Уолтером кандидата, помощником редактора. Бакл взял на себя больше обязанностей в 1883 году, поскольку плохое здоровье уменьшило способность Ченери играть активную роль главного редактора, хотя он и оставался на этом посту до своей смерти 11 февраля 1884 года.